# Призупинення сумнівів
Призупинення сумнівів, яке іноді називають добровільним призупиненням недовіри, — це умисне ігнорування критичного мислення та логіки при взаємодії з чимось нереальним або неможливим, наприклад, спекулятивної вигадки, щоб розважитись від цього.  Аристотель вперше впровадив цю концепцію у вигляді принципу театру: глядач ігнорує нереальність вистави, щоб досягнути катарсис. 

## Походження
Поет і філософ-естетик Семюел Тейлор Колрідж у 1817 році ввів термін англійською «suspension of disbelief» і припустив, що якби письменник міг впровадити «людський інтерес і вірогідність правди» у фантастичну історію, читач призупинив би сумніви щодо неправдоподібність історії.  Колрідж спробував відродити використання фантастичних елементів у поезії та розробив концепцію, яка підтверджувала, що сучасна, освічена авдиторія може насолоджуватися такими типами літератури і надалі. Сам термін походить з результату філософського експерименту, який Колрідж провів з Вільямом Вордсвортом у контексті написання та декламування віршів. Мета експерименту було спробувати пояснити надприродних персонажів та істот таким чином, щоб вони зображали собою якусь частину правди.  У своїй «Biographia Literaria», опублікованій у 1817 році,  чотирнадцятий розділ описує цю працю під назвою «Ліричні балади» (перше видання 1798 року), для якої Колрідж написав більш романтичні, готичні твори, зокрема «The Rime of the Ancient Mariner». Колрідж також назвав свою концепцію «поетичною вірою», посилаючись на неї як на подібне надприроднє почуття, що пробуджує розум. 
Колрідж згадував:
Ми домовились, що я спрямую свої зусилля на надприродних, або хоча би романтичних, персонажів, щоб передати з людської внутрішньої природи стільки інтересу і видимості істини, щоб створити в уяві тіні добровільного призупинення сумніві на мить, що, власне, і складає поетичну віру. З іншого боку, містер Вордсворт мав на меті надати надприроднього аспекту повсякденним речам, щоб пробудити увагу розуму від летаргічного звичаю, і спрямовувати його до краси та чудес світу перед нами.
Така ідея також була визнана авдиторією в античності, як видно, зокрема, в римських теоретичних проблемах Горація, який також жив у епоху зростаючого скептицизму щодо надприродного, у його Ars Poetica (з цитатою Ut pictura poesis). За словами Девіда Чандлера, Колрідж почерпнув свою ідею з Historia Critica Philosophiae Йоганна Якоба Брукера, в якій цитується фраза «assensus suspensione» («призупинення згоди»).  Сама фраза Брукера була модернізацією фрази «adsensionis retentio» («стримування згоди»), використаної Марком Тулієм Цицероном у його «Академії».  

## Концепція
Традиційна концепція призупинення сумнівів, запропонована Колріджем, полягає не в призупиненні сумнівів реальності вигаданих персонажів чи подій, а в призупиненні сумнівів в надприродне.  Це можна пояснити тим, як читач припиняє свої сумніви щодо існування привидів, а не щодо невигаданості привидів в історії. Згідно з теорією Колріджа, призупинення сумнівів є важливою складовою будь-якого виду творів.
Фраза «призупинення сумнівів» стала використовуватися частіше наприкінці 20-го століття, і зображати критерій якості історії, і що це відповідальність автора, а не читача. Ці передумови також можуть сприяти використанню розуму та пропонуванню думок, ідей, мистецтва та теорій.  У фільмі, наприклад, глядач має ігнорувати факт того, що фільм це постановка, і тимчасово прийняти це як свого роду інакшу реальність. Це потрібно для того, щоби глядач міг отримати задоволення. Ранішні чорно-білі фільми є прикладом візуальних медіа, які вимагають від авдиторії призупинити свої сумніви. 
Призупинення сумнівів також часто стосується бойовиків, комедії, фентезі та жахів у письмовій літературі та візуальному мистецтві. Когнітивне відчуження в художній літературі передбачає використання невігластва людини для призупинення сумнівів. 

## Приклади в літературі
Іноді кажуть, що призупинення сумнівів є невіднятною складовою живого театру, як це  визнавав Шекспір, який згадував про це в Пролозі до Генріха V: «докладіть уявного зусилля […] це ваші думки, які тепер повинні прикрашати наших королів […] перетворюючи досягнення багатьох років на пісочний годинник». Поезія та художня література з елементами надприродного значною мірою вийшли з моди у 18-му столітті, частково через зниження віри серед освічених класів в існування відьом та інших надприродних представників. Це зумовлено популяризацією раціонального підходу до світу, що підкріплене новими науками. Крім того, Олександр Поуп пояснив та виправдав своє використання стихійних духів у «Пограбуванні замка », одному з небагатьох англійських віршів століття, в яких згадується надприродне. 

## Психологія
Психолог Норман Холланд вказує на нейронаукове пояснення. Коли ми чуємо або дивимось будь-яку історію, наш мозок повністю переходить у режим сприйняття, вимикаючи системи планування або виконання дій, а разом з цим і наші критичні системи  оцінки реальності. Ми маємо «поетичну віру», згідно з фразуванням Колріджа, тому людям так важко розпізнавати брехню: спочатку люди сприймають і вірять, а потім вже докладають свідомих зусиль, щоб піддати це сумніву і побачити крізь брехню.
Лише після того, як ми перестали сприймати й думати, що ми бачили чи чули, ми починаємо оцінювати його істинну цінність. Якщо ми справді «занурені» у вигадану історію – чи «перенесені», як кажуть психологи, – ми, як стверджував Іммануїл Кант, «позбавлені інтересу». Ми відповідаємо естетиці без якоїсь певної мети. Ми не оцінюємо правдивість того, що ми сприймаємо, навіть якщо ми перестаємо бути зануреними та думати про це: ми й так добре знаємо, що це вигадка.  
Призупинення сумнівів також використовувалося в контексті психічного здоров’я Френком ДеФульгентісом у його книзі «Потік».  Це спроба описати феномен забування ірраціональних думок, пов'язаних із випадками ОКР. У книзі автор пропонує «призупинити сумніви» замість того, щоб змусити себе забути; подібно до того, як можна закрити вірус на карантин. Таким чином, ми можемо зануритись у діяльність навколо нас, поки ці ірраціональності не зникнуть самі по собі.

## Критика
Філософи-естетики загалом відкидають ідею, що «призупинення сумнівів» характеризує ставлення людей до «вигаданих історій». Кендалл Уолтон зазначає, що якби глядачі справді призупинили сумніви щодо фільму жахів і сприймали його зображення як абсолютний факт, вони б реагували на дії в ньому немов вони відбуваються в житті. Наприклад, глядачі вигукували: «Обережно! Дивись позаду!» до екранного персонажа, який перебуває під загрозою зникнення, або вони могли б викликати поліцію, коли ставали б "свідками вбивства на екрані". 
Крім того, не всі автори вважають, що «призупинення сумнівів» адекватно характеризує ставлення авдиторії до художніх творів мистецтва. Дж. Р. Р. Толкін кидає виклик цій концепції у своєму есе «Про казки», обираючи натомість парадигму вторинної віри, заснованої на внутрішній послідовності реальності. Толкін стверджує, що читач повинен повірити в те, що він читає, немов в другу реальність вигаданого світу для того аби розповідь працювала. Зосереджуючись на створенні внутрішньо узгодженого вигаданого світу, автор уможливлює вторинну віру. Толкін стверджує, що призупинення сумнівів необхідне лише тоді, коли твір не спромігся створити вторинну віру, кажучи, що з цього моменту зачарування розривається, і читач перестає бути зануреним в історію, і тому повинен докласти свідомих зусиль, щоб зменшити свої сумніви або зовсім відмовитися від них. 

## Дивіться також
- Aesthetic distance
- Aestheticization of violence
- Compartmentalization (psychology)
- Deus ex machina
- Dramatic convention
- Fourth wall
- Kayfabe
- Soap opera effect
- Paradox of fiction
- Sense of wonder
- Suspension of judgment
- The Tommy Westphall Universe Hypothesis
- Verisimilitude (literature)